# RC Amel Riadhi Baladiat Arbaâ
Pour les articles homonymes, voir RCA.
Maillots
Actualités
Le RaedClub Amel Riadhi Baladiat Arbaâ (en arabe : نادي رائد الأمل الرياضي لبلدية الأربعاء), plus couramment abrégé en RC ARBA ou encore en RCA et souvent appelé Amel Arbaâ (en arabe : أمل الأربعاء), est un club algérien de football fondé en 1941 et basé dans la ville de l'Arbaâ, dans la Wilaya de Blida.

## Historique

### Époque coloniale (1941-1956)
« Racing Club Arbéen » est constituée le 27 février 1941 comme société sportive, pratiquant tout d’abord le football, le RCA a organisé des tournois amicaux avec des clubs de réputation déjà connue. Malgré son jeune âge il sut tenir la dragée haute au WRB (Widad Riadhi de Belcourt actuellement CRB), CCA (Croissant Club Algérois), USMA (Union Sportive Musulmane d'Alger) et à la JSMA (Jeunesse Sportive Musulmane Algéroise).
Affiliée en 1943 à la F.S.G.T, l’équipe fanion se distingua toujours parmi les ténors du groupe.
Il lui a fallu attendre le mois de mai 1945 pour s’engager à la FFFA (Fédération française de football algérien) sous le no 17583. La société comptait à son actif, 120 membres, dont 70 joueurs licenciés en section de foot se composant en trois équipes et 20 crossmen.
Grâce à la coopération étroite et à l’entente cordiale qui n’ont cessé de régner entre dirigeants, entraîneur et joueurs, que le RCA accède en 2e division (4e palier) de la Ligue d'Alger de football durant la saison 1947-1948 en terminant champion de son groupe et un onze régulièrement qualifié. Au cours de la dite saison, l’équipe réserve fut finaliste de tous groupes.
Le RCA ne tarda pas à faire parler de lui, en 1950, l’équipe junior remporta le titre de champion des jeunes ; en 1952, l’équipe réserve fut sacrée champion d’Alger de la 2e division ; quand l’équipe première, champion de son groupe, elle rata l’accession en première division (3e palier) en échouant aux barrages, concédant le nul face à l’équipe du N.A Hussein Dey.
Ce n’était que partie remise, car en 1953, première de son groupe, elle accéda en première division (3e palier) en éliminant nettement Cherchell par 3 buts à 1. Sa première participation en première division groupe II se solde par la 9e place.
Les événements d’Algérie eurent prépondérance et la vie sportive s’arrêta. Le 29 mars 1956, les membres à l’unanimité décident de retirer de la compétition et le siège fut fermé jusqu’à nouvel ordre.

### Après l'indépendance (1962-1964)
Le RCA participe dans les 2 premières éditions du Championnat d'Algérie de football de D1 avec le Critérium d'Honneur puis la Division d'Honneur. Après les saisons 1964-1965 et 1965-1966 passées en D2, l'équipe relègue en D4.

### Le RCA équipe des divisions inférieures (1964-2012)
Depuis ce temps-là, le RCA galérait dans les niveaux inférieurs mais arrivait à atteindre la D2 plusieurs fois et rater de peu une accession historique comme lors des années 1980 (1980-1981, 1981-1982) ou aussi en milieu et à la fin des années 1990 (1994-1995, 1997-1998) et le début des années 2000 (2000-2001). L'équipe tombe jusqu'en D5 mais revient en D2 pour la saison 2012-2013.

### Accession historique en Ligue 1 et finale de Coupe d'Algérie (2013-2016)
À l'issue de cette saison et après 41 ans d'absence du premier palier, le RCA accède pour la 1re fois en Ligue 1 (pour la saison 2013/2014) dans sa version nationale, en s'emparant de la 2e place à la différence de but au profil du CRB Aïn Fakroun, et en devançant le MO Béjaïa d'un point à la suite d'un parcours honorable, où elle était sacrée Champion d'hiver (la phase aller). L'équipe du RCA recevait ses adversaires au stade Omar-Hamadi à défaut de son stade situé à Larbaâ non encore homologué (travaux d'homologation qui étaient en cours). 
Le RCA a réalisé lors de sa première saison en élite, l'objectif tracé qui est de se maintenir en Ligue 1 et cela en terminant 8e du classement final. En 2015, le RCA réalise l'exploit d'atteindre la finale de la Coupe d'Algérie et la perd face au MO Béjaïa dans une première de son histoire. La saison suivante, et à la suite de nombreux ennuis financiers, le RCA rétrograde en Ligue 2.

### Non-continuité et retour en Division Amateure (2017-2018)
À l'issue de la saison 2016-17, le RCA ne parvient pas à assurer aussi son maintien au sein de la Ligue 2 professionnelle et se voit reléguer en DNA (D3). À la suite des nombreux problèmes administratifs et financiers survenus au début de la saison, et qui ont même coûté la défalcation de 3 points au club (pour non-régularisation des salaires de joueurs), un nouveau bureau administratif est installé et un projet pour la prochaine saison est lancé avec notamment le lancement de nouveaux jeunes dans l'équipe.

## Image et identité du club

### Couleurs
Depuis la fondation du club, ses couleurs sont le Bleu et Blanc, ou les amoureux du club racontent que les fondateurs du RCA se sont inspirés de la belle couleur bleue du ciel en plein saison de printemps.

### Logos

Ancien logo du club
Ancien logo du club
Ancien logo du club
Logo actuel du club

### Les différents noms du club
Depuis 1941, l'équipe du RCA est connu sous le nom du Racing Club Arbéen. Après les réformes sportives des années 1970 et la suppression des noms français, le club devient Amel Riadhi Baladiat Arbaâ (ARBA).

En 1988, tous les clubs d'Algérie retrouve leur vraie appellation de fondation, ainsi le club retrouve son ancien sigle RCA su son logo et devient RC ARBA qui est l'abréviation de (Raed Club Amel Riadhi Baladiat Arbaâ).
| Racing Club Arbéen (RCA) |
| ------------------------ |

| Amel Riadhi Baladiat Arbaâ (ARBA) |
| --------------------------------- |

| Raed Club Amel Riadhi Baladiat Arbaâ (RC ARBA) |
| ---------------------------------------------- |

## Palmarès et bilan

### Palmarès
| Compétitions nationales |
| --- |
| - Coupe d'Algérie - Finaliste : 2014-15. - Ligue 2 - Vice-Champion : 2012-13. - Division 3 (3) - Champion Gr. Centre : 1993-94, 1999-00, 2011-12 et 2018-19. |

### Records
- L'équipe du RCA a réalisé une première en Algérie, où elle a pu remonter 4 paliers en l'espace de 4 ans à partir de la Régional I (D5) pendant la saison 2009/2010 jusqu'à terminer en Ligue 1 en 2013.
- Le RCA détient la plus lourde victoire lors d'un match officiel en Algérie, contre le MCB Oued Sly par 26 buts à 0, en Ligue Régionale 1 de Blida.

## Parcours

### Classement en championnat d'Algérie par année
L'équipe du RCA fut depuis 1962 un grand club connu dans l'algérois et la mitidja, présente lors du premier critérium d'honneur de 1962-1963 de l'Algérie indépendante, elle a pas décrocher la 4e position dans son groupe derrière l'USM Alger, l'USM Marengo (actuellement l'USMM Hadjout) et l'USM Blida ainsi faire partie de la division d'honneur prévue la saison suivante. Lors de la saison 1963-1964, l'équipe n'a pas pu tenir avec l'élite de la région centre, et ne parvient pas à se qualifier cette fois-ci pour la future D1 algérienne (1964-1965). Lors de la saison 1965-1966, le RCA se classe 15e et se voit encore reléguer en D4 appelée première division à l'époque. Le RCA était une équipe qui ne possédait pas beaucoup de stabilité, elle montait puis rétrogradait plusieurs fois entre les différentes divisions, ses meilleures performances étaient de jouer l’accession en D1 mais sans y parvenir.
À partir de la saison 2009-2010, ou le club était dans la plus basse division dans le football algérien, commence une série inattendue de succession successives, de palier en autres, jusqu'à la saison 2012-2013, ou l'équipe parvient à se hisser pour la première fois de son histoire en première division algérienne, ainsi le club réalisa ce que plusieurs générations de ce club et de toute la ville de L'Arbaâ rêvait de le réaliser : retrouver l'élite et jouer contre les grands du football algérien.
- 1962-63 : C-H Gr, centre Gr. VI, 4e
- 1963-64 : D-H Gr, centre, 15e
- 1964-65 : D2 Gr, centre, 10e
- 1965-66 : D2 Gr, centre, 15e
- 1966-67 : D4, Gr. centre ?e
- 1967-68 : D4, Gr. centre ?e
- 1968-69 : D4, Gr. centre ?e
- 1969-70 : ?
- 1970-71 : D3 Gr, centre, 1er
- 1971-72 : D2 Gr. centre, 11e
- 1972-73 : ?
- 1973-74 : ?
- 1974-75 : ?
- 1975-76 : ?
- 1976-77 : D3 Gr, centre, 1er
- 1977-78 : D2 Gr. centre-ouest, 4e
- 1978-79 : D2 Gr. centre-ouest, 4e
- 1979-80 : D2 Gr. centre-ouest, 10e
- 1980-81 : D2 Gr. centre-ouest, 2e
- 1981-82 : D2 Gr. centre-ouest, 4e
- 1982-83 : D2 Gr. centre, 13e
- 1983-84 : D2 Gr. centre, 10e
- 1984-85 : D2 Gr. centre, 6e
- 1985-86 : D2 Gr. centre, 14e
- 1986-87 : D2 Gr. centre, 11e
- 1987-88 : D2 Gr. centre, 8e
- 1988-89 : D3 Gr. centre, 5é
- 1989-90 : D3 Gr. centre, ?
- 1990-91 : D3 Gr. centre, ?
- 1991-92 : D3 Gr. centre, ?
- 1992-93 : D3 Gr. centre, ?
- 1993-94 : D3 Gr. centre, 1er
- 1994-95 : D2 Gr. centre, 6e
- 1995-96 : D2 Gr. centre, 8e
- 1996-97 : D2 Gr. centre, 13e
- 1997-98 : D2 Gr. centre, 11e
- 1998-99 : D2 Gr. centre, 4e
- 1999-00 : D3 Gr. centre, 5e
- 2000-01 : D2 Gr. centre-est, 15e
- 2001-02 : D3 Gr. centre, 16e
- 2002-03 : D4 Gr. centre 1er
- 2003-04 : D3 Gr. centre, 15e
- 2004-05 : D4 Gr. centre e
- 2005-06 : ?
- 2006-07 : ?
- 2007-08 : ?
- 2008-09 : ?
- 2009-10 : LRF Blida RI (D5), 1er
- 2010-11 : Inter-régions (D4), 1er
- 2011-12 : DNA Gr. centre, 1er
- 2012-13 : Ligue 2, 2e
- 2013-14 : Ligue 1, 8e
- 2014-15 : Ligue 1, 10e
- 2015-16 : Ligue 1, 15e
- 2016-17 : Ligue 2, 15e
- 2017-18 : DNA Gr. centre, 3e
- 2018-19 : DNA Gr. centre, 1er
- 2019-20 : Ligue 2, 5e
- 2020-21 : Ligue 2 Gr. centre, e
- 2021-22 : Ligue 1, 14e
- 2022-23 : Ligue 1, 15e
- 2023-24 : D2 Gr. centre-ouest, 11e
- 2024-25 : D2 Gr. centre-ouest, ?e

### Parcours du RCA en Coupe d'Algérie
| Saison  | Tour            | Matchs            | Résultats |
| ------- | --------------- | ----------------- | --------- |
| 1962-63 | 1/8 de finale   | MCOran            | 0-2       |
| 1963-64 | 1/32 de finale  | USMAlger          | 0-4       |
| 1964-65 | ?               | ?                 | ?         |
| 1965-66 | 1/32 de finale  | OMRuisseau        | 0-1       |
| 1966-67 | ?               | ?                 | ?         |
| 1967-68 | ?               | ?                 | ?         |
| 1968-69 | ?               | ?                 | ?         |
| 1969-70 | ?               | ?                 | ?         |
| 1970-71 | ?               | ?                 | ?         |
| 1971-72 | ?               | ?                 | ?         |
| 1972-73 | ?               | ?                 | ?         |
| 1973-74 | ?               | ?                 | ?         |
| 1974-75 | ?               | ?                 | ?         |
| 1975-76 | ?               | ?                 | ?         |
| 1976-77 | ?               | ?                 | ?         |
| 1977-78 | ?               | ?                 | ?         |
| 1978-79 | ?               | ?                 | ?         |
| 1979-80 | ?               | ?                 | ?         |
| 1980-81 | MAHussein-Dey   | 1/16 de finale    | 0-5       |
| 1981-82 | USSanté d'Alger | 1/32 de finale    | 2-2       |
| 1982-83 | WKFCollo        | 1/16 de finale    | 0-2       |
| 1983-84 | ?               | ?                 | ?         |
| 1984-85 | ?               | ?                 | ?         |
| 1985-86 | ?               | ?                 | ?         |
| 1986-87 | ?               | ?                 | ?         |
| 1987-88 | ?               | ?                 | ?         |
| 1988-89 | ?               | ?                 | ?         |
| 1989-90 | N.J             | N.J               | N.J       |
| 1990-91 | ?               | ?                 | ?         |
| 1991-92 | ?               | ?                 | ?         |
| 1992-93 | N.J             | N.J               | N.J       |
| 1993-94 | 1/8 finale      | JS Kabylie        | 2-1       |
| 1994-95 | 1/64 finale     | IR Hussein Dey    | ?         |
| 1995-96 | 1/64 finale     | OM Sidi Lakhdar   | ?         |
| 1996-97 | ?               | ?                 | ?         |
| 1997-98 | ?               | ?                 | ?         |
| 1998-99 | ?               | ?                 | ?         |
| 1999-00 | 1/16 finale     | HB Chelghoum Laid | 2-0       |

| Saison    | Tour             | Matchs          | Résultats     |
| --------- | ---------------- | --------------- | ------------- |
| 2000-01   | 1/32 finale      | JSM Skikda      | 2-0           |
| 2001-02   | ?                | ?               | ?             |
| 2002-03   | Avant dernier TR | JS Haï Djebel   | 1-0           |
| 2003-04   | 1/8 finale       | NC Magra        | 0-0 t.a.b 4-3 |
| 2004-05   | ?                | ?               | ?             |
| 2005-06   | ?                | ?               | ?             |
| 2006-07   | ?                | ?               | ?             |
| 2007-08   | ?                | ?               | ?             |
| 2008-09   | ?                | ?               | ?             |
| 2009-10   | 1/64 finale      | IB Mouzaia      | ?             |
| 2010-11   | 1/16 finale      | MC El Eulma     | 2-0           |
| 2011-12   | 1/16 finale      | JS Saoura       | 3-2           |
| 2012-13   | 1/64 finale      | WA Boufarik     | 1-0           |
| 2013-14   | 1/16 finale      | CRB Aïn Fakroun | 0-0 t.a.b 4-3 |
| 2014-15   | Finaliste        | MO Bejaia       | 1-0           |
| 2015-16   | 1/8 finale       | ES Sétif        | 2-1           |
| 2016-17   | 1/64 finale      | MCB Oued Sly    | 2-0           |
| 2017-18   | ?                | ?               | ?             |
| 2018-19   | Avant dernier TR | CRB Aïn Oussara | 1 - 1 t.a.b   |
| 2019-20   | 1/8 finale       | A Bou Saada     | 1-0           |
| 2020-2021 | Non Joué         | Non Joué        | Non Joué      |
| 2021-2022 | Non Joué         | Non Joué        | Non Joué      |
| 2022-23   | 1/16 finale      | ASO Chlef       | 2-1           |
| 2023-24   |                  |                 |               |
| 2024-25   |                  |                 |               |

## Structures du club

### Infrastructures

#### Stade Smaïl Makhlouf
C'est le principal stade de la ville de L'Arbaâ, où se déroulent les matchs de l'équipe locale RCA. Le stade a été rénové en 2013 pour pouvoir accueillir les matchs de la première division algérienne.

#### Cercle du club
Le cercle ou le café du RCA est situé au centre-ville.

#### Boutiques
Quelques boutiques non officielles au quartier de L'Arbaâ vendent des articles et équipements aux couleurs du RCA.

#### Direction
Le club du Raed Club Amel Riadhi Baladiat Arbaâ est dirigé depuis le printemps 2017 par Sid Ali Ouahsi.
| Poste                             | Nom(s)          |
| Président                         | Sid Ali Ouahsi  |
| Vice-président exécutif           |                 |
| Directeur général                 |                 |
| Président de l'association        |                 |
| Responsable organisation sécurité |                 |
| Directeur commercial et marketing | Azeb Mohamed    |
| Directeur sportif                 | Boukhalfa Hmida |
| Recruteurs                        | Chalabi Amimer  |
| 'Entraîneur général               |                 |
| Entraîneurs adjoints              |                 |
| Entraîneur des gardiens           | Toual Fateh     |
| Préparateur physique              | Amara Samir     |
| Médecin                           | Allou KAmel     |
| Kinésithérapeutes                 | Sebaoune Rachid |
| Directeur du Centre de formation  |                 |

#### Statut

##### Le passage en société par actions
Depuis 2010, la loi algérienne exige aux clubs de 1re et 2e divisions de passer en mode professionnel, et d'établir une SPA (société par action). Ainsi, le RCA devient une S.p.A. dès l'année 2012.

## Personnalités du club

### Anciens joueurs du RCA
- Nacer Limani
- Smaïl Makhlouf
- Nasreddine Baghdadi
- Djamel Amani
- Mohamed Maichi
- Fouad Harou
- Karim Lazazi
- M'hamed Bakir
- Tahar Zerrouk
- Said Nacereddine
- Relid Farouk
- Smaïl Chaoui
- Youcef Chikhi
- Mohamed Znimi
- Chergui
- Mustapha Zeghimi
- Lazri Hocine
- Zoubir Zmit
- Mohamed Badache
- Hamidou Chayer (Arrière gauche)
- Mohamed Fellah
- Hamza Zeddam
- Abdellah El Moudene
- Kacem Mehdi
- Abdelmalek Mokdad
- Djamel Bouaïcha
- Oussama Darfalou
- Nasreddine Zaalani
- Farid Daoud
- Nassim Yattou
- Abderrahmane Meziane
- Salif Keita
- Ghislain Guessan
- Hocine Achiou
- Djaïb  Rabah
- Rachid Cherik

## Culture populaire
Le RC ARBA est le club le plus populaire de la Baladia de L'Arbaâ dans la Wilaya de Blida.

### Rivalités
- WA Boufarik : Il s'agit d'une rivalité populaire et sportive avec l'autre club de Boufarik, la grande ville de la plaine de la Mitidja. Le matchs entre les 2 clubs est considéré comme un derby des derbys de la Mitidja, et les 2 clubs évoluaient plusieurs fois aux mêmes paliers.
- USM Blida : Il s'agit d'une rivalité populaire et sportive avec le club mythique de la ville de Blida, capitale de la Mitidja. Depuis toujours, le RCA et l'USMB disputent leurs rencontres avec une grande intensité, et les matchs qui les opposent constituent un derby des derbys de la Mitidja.
- Olympique de Médéa : Il s'agit d'une rivalité populaire et sportive avec le club de la capitale du Tétri, l'Olympique de Médéa. Cette rivalité est née lorsque les deux clubs se disputaient souvent les accessions.